# 벤 카슨

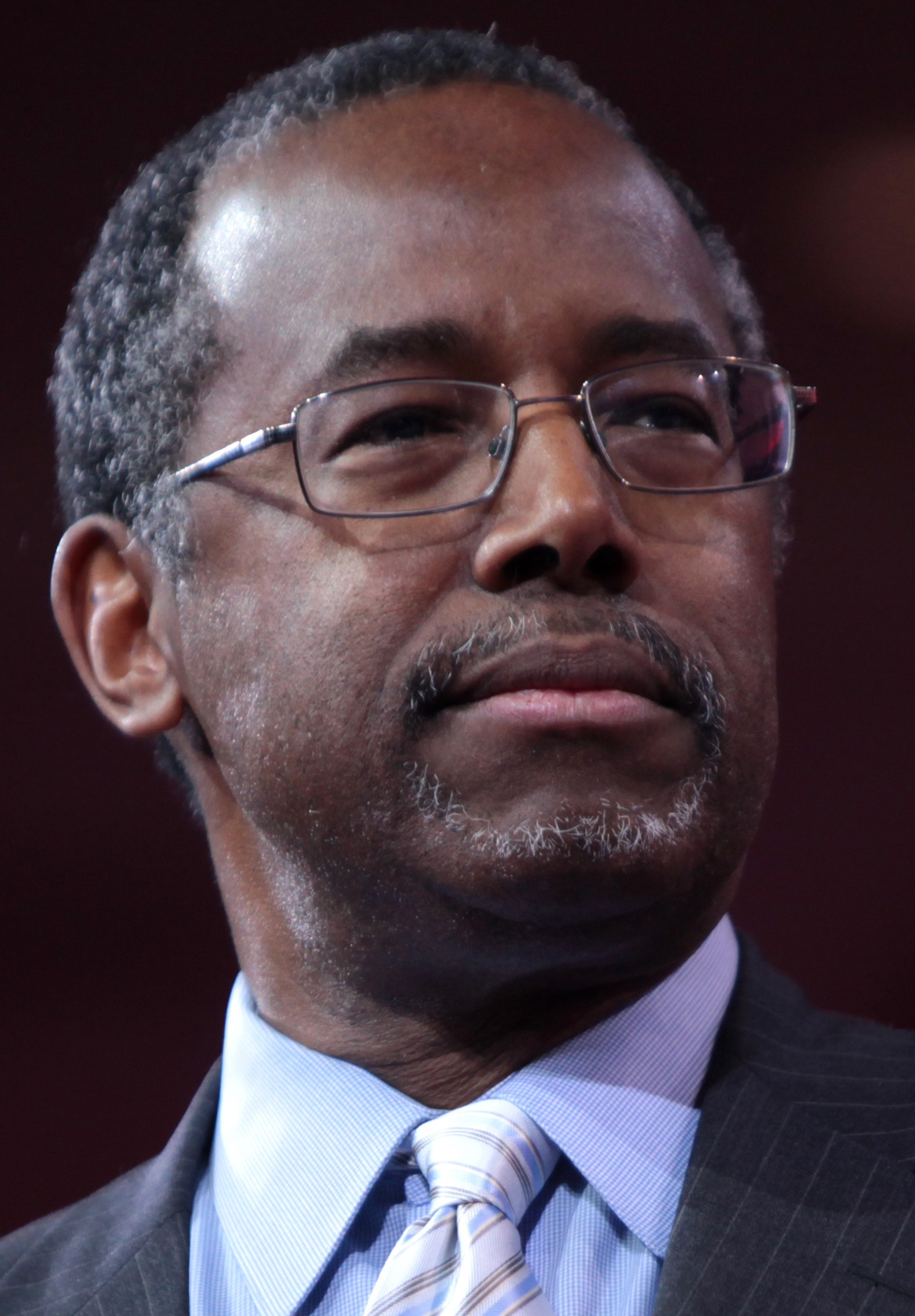
벤저민 솔로몬 카슨

벤저민 솔로몬 "벤" 카슨(Benjamin Solomon "Ben" Carson, Sr. 1951년 9월 18일 ~ )은 미국의 신경외과 의사이자 2016년 미국 대통령 선거에서의 공화당 출신 후보이다.
1984년부터 2013년까지 메릴랜드주의 존스 홉킨스 병원에서 근무했으며, 이후 논설가, 정치 평론가 등으로 활동하며 명성을 얻었다. 또한 신경외과 의사로 활동할 당시 결합 쌍둥이를 성공적으로 분리시킨 것과 뇌 발작을 억제시키는 기술을 연구한 것을 인정받아 2008년 대통령 자유 훈장을 수여받은 바 있다.
2013년 국가조찬기도회에서의 연설이 언론의 대대적인 관심을 받아 보수주의 진영의 주요 인사로 자리잡았으며, 2015년 5월 4일 자신의 고향인 디트로이트에서 2016년 미국 대통령 선거 공화당 후보 경선에 출마할 것을 선언하였다.
그는 33세에 미국에서 소아 신경 외과의 최연소 책임자가 되었다.
그는 제칠일 안식일 예수 재림 교회의 회원이다.

## 같이 보기
- 도널드 트럼프
- 젭 부시
- 힐러리 클린턴